# Sambirania decaryana
Sambirania decaryana là một loài thực vật có mạch trong họ Dennstaedtiaceae. Loài này được (C. Chr.) Tardieu miêu tả khoa học đầu tiên năm 1956.